# Ostkustleden
Der Ostkustleden ist ein Rundwanderweg in der schwedischen Region Kalmar län. Die Arbeiten daran wurden 1971 vom Naturschutzverein Döderhult begonnen, 1977 wurde der Weg fertiggestellt.

## Wegbeschreibung

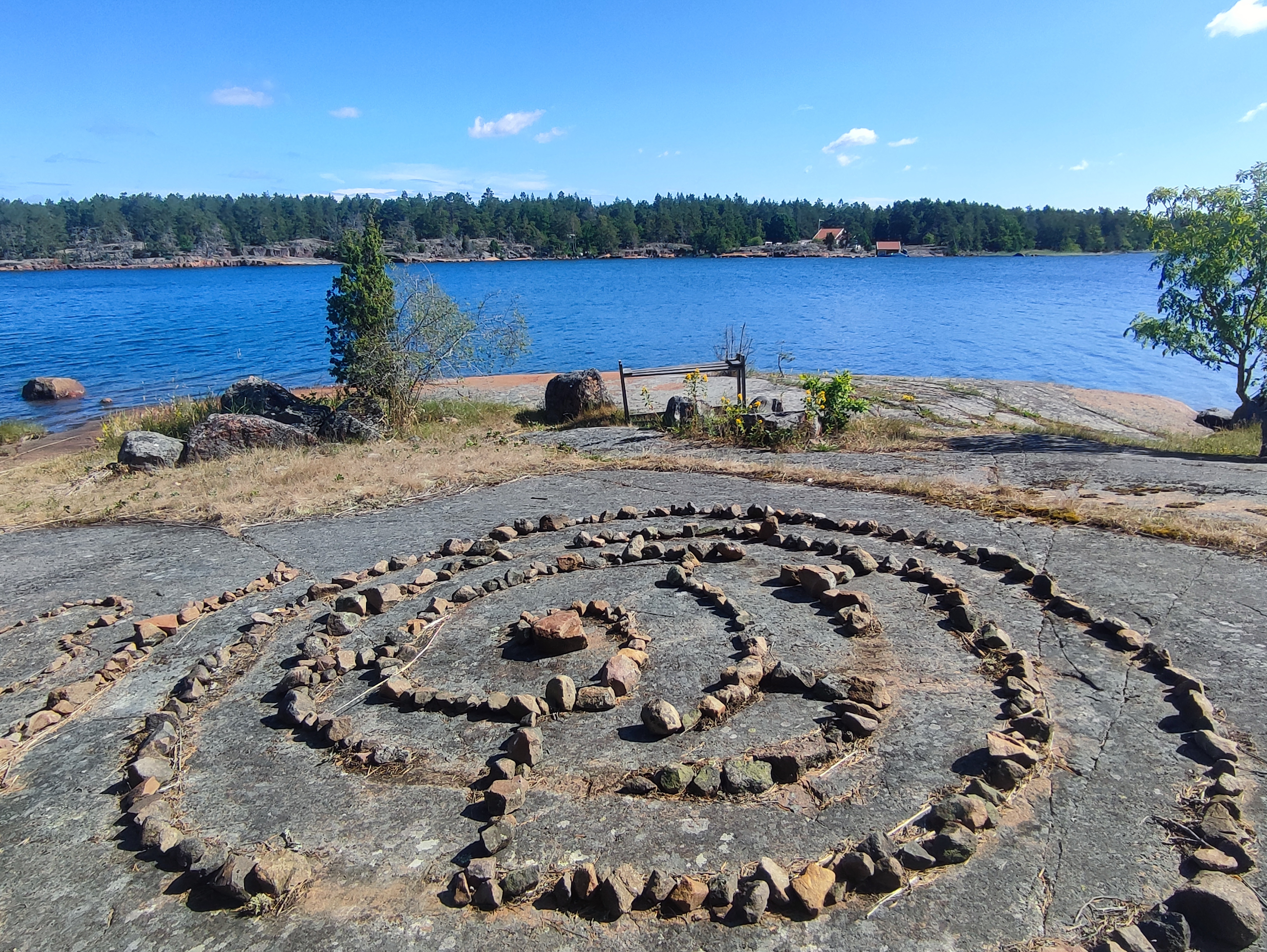
Steinkreis am Granholmsfjord.

Der Wanderweg schlängelt sich etwa 151 Kilometer durch die historische Provinz Småland. Er verläuft vor allem durch Wälder, Moore und Kulturlandschaften sowie entlang mehrerer Seen (u. a. Hummeln, Tvingen und Storyttern). In der zweiten Hälfte sind Schärenlandschaften dominierend.
Startpunkt ist Lilla Hycklinge, nördlich von Oskarshamn. Von dort aus geht es Richtung Norden um die Gemeinde Kristdala herum, weiter östlich zur Ostseeküste und über Figeholm zurück zum Startpunkt. Dabei laufen die Wanderer vor allem auf nicht oder teilweise befestigten Wegen, Waldpfaden und Forststraßen, aber auch an wenigen Stellen auf Asphalt.

## Übernachtung

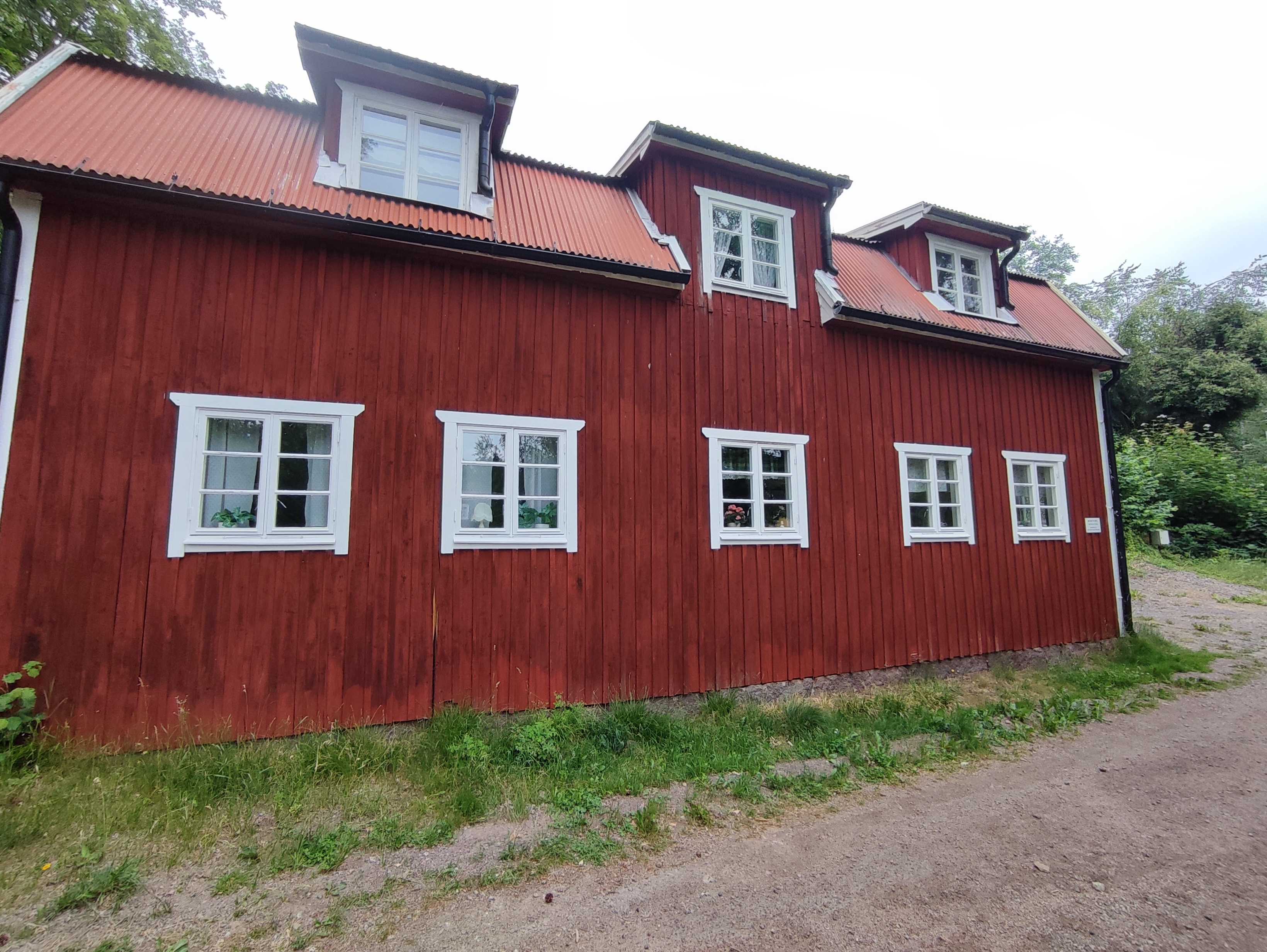
Das alte Badehaus in Mörtfors, welches als Übernachtungshütte am Ende der vierten Etappe dient.

Am Ende der insgesamt acht Etappen befinden sich unbewirtschaftete Übernachtungshütten. Im Unterschied zu den meisten anderen schwedischen Wanderwegen handelt es sich dabei nicht um einfache Wetterschutzhütten (Vindskydd), sondern um teilweise komplett eingerichtete, zweigeschossige Hütten mit Schlafzimmern, Wohnraum, Küche, Toilette/Plumpsklo und Kamin. Ebenfalls gibt es Wasser und an einigen Hütten auch Strom. Die Gebäude befinden sich teils im Besitz von Privatleuten sowie vom Naturschutzverein Döderhult, der sich auch um die Instandhaltung des Weges kümmert.
Durch das in den skandinavischen Ländern übliche Jedermannsrecht (allemansrätten) ist es ebenso möglich, unter bestimmten Voraussetzungen in der Natur zu übernachten.

## Etappen
Der Ostkustleden ist in acht Etappen unterteilt:
- Etappe 1: Lilla Hycklinge – Nynas (16 km)
- Etappe 2: Nynas – Lönhult (21 km)
- Etappe 3: Lönhult – Krokstorp (20,5 km)
- Etappe 4: Krokstorp – Mörtfors (17,5 km)
- Etappe 5: Mörtförs – Stjärneberg (19 km)
- Etappe 6: Stjärneberg – Lilla Laxemar (18,5 km)
- Etappe 7: Lilla Laxemar – Hällveberg (22 km)
- Etappe 8: Hällveberg – Lilla Hycklinge (17 km)